# Funk It Up/Nice & EZ
『Funk It Up/Nice & EZ』（ファンク イット アップ　ナイス＆イージー）は、久保田利伸の4枚目のミニ・アルバム。
1995年10月21日に、ソニー・レコードから発売された。

## 概要
久保田の6年7ヶ月振りのミニ・アルバム。全米デビュー・シングル曲「Funk It Up」の3バージョンに、「Nice & EZ」を加えた全４曲収録。

## 収録曲
1. Funk It Up (LP FUNK VERSION)
2. Funk It Up (MORALES CLUB FUNK MIX)
3. Funk It Up (ALL STAR STREET FUNK MIX)
4. Nice & EZ サッポロ缶コーヒー「ブルーマウンテンブレンド」CFソング